# Poecilopharis poggii
Poecilopharis poggii är en skalbaggsart som beskrevs av Allard 1995. Poecilopharis poggii ingår i släktet Poecilopharis och familjen Cetoniidae. Utöver nominatformen finns också underarten P. p. flyensis.